# Architektura kognitywna
Architektura kognitywna – teoria dotycząca struktury ludzkiego umysłu, jak i modelowania obliczeniowego teorii wykorzystywana w sztucznej inteligencji i badań nad sztucznym umysłem. Tego rodzaju sformalizowane modele można wykorzystać do dalszego udoskonalenia kompleksowych teorii poznania i stworzyć ramy dla użytecznych programów sztucznej inteligencji. Istnieje wiele architektur kognitywnych, a jedne z bardziej znanych architektur to ACT-R i SOAR . Badania nad architekturami kognitywnymi jako teorii poznawczych zostały zapoczątkowane przez Allena Newella w 1990 roku.

## Wybrane architektury

### ACT-R
ACT-R (Adaptive Control of Thought–Rational) – architektura kognitywna, będąca teorią struktury umysłu i jej komputerową implementacją. Zakłada, że każde zadanie poznawcze można rozłożyć na podstawowe operacje umysłowe i percepcyjne. Kluczowym założeniem jest podział wiedzy na deklaratywną (fakty) i proceduralną (wiedza jak), reprezentowaną przez reguły produkcji.
Działanie poznawcze w ACT-R polega na sekwencji uruchamianych reguł produkcji, które modyfikują zawartość buforów połączonych z modułami pamięci i percepcyjno-motorycznymi. Celem tej architektury jest modelowanie i zrozumienie  procesów poznawczych poprzez tworzenie symulacji komputerowych ludzkiego zachowania w określonych zadaniach.

### Soar
Soar jest architekturą kognitywną do tworzenia agentów AI modelujących podstawowe struktury i mechanizmy działania odzwierciedlające zachowania ludzkiego umysłu.